# Arnaud Coyot
Arnaud Coyot (Beauvais, 6 ottobre 1980 – Amiens, 24 novembre 2013) è stato un ciclista su strada francese, professionista dal 2003 al 2012.
Aveva caratteristiche di passista e svolgeva ruoli di gregariato. Ha partecipato a tre edizioni del Tour de France e a due Vuelta a España.

## Carriera
Passato professionista nel 2003, nelle prime quattro stagioni ha corso con la Cofidis: in tale periodo ha ottenuto le uniche due vittorie in carriera, il Tallinn-Tartu Grand Prix 2003 in Estonia e la Classic Haribo 2006 a Marsiglia, oltre ad un decimo posto alla Parigi-Roubaix 2005.
Al termine del 2006 insieme a Jimmy Casper ha lasciato la Cofidis per accasarsi alla Unibet.com; tuttavia l'esperienza con la squadra belga-svedese è durata solo un anno e al termine del 2007 si è trasferito alla Caisse d'Epargne. Nel 2008 si è classificato secondo nella prova in linea del campionato francese su strada vinto da Nicolas Vogondy.
Con imminente il ritiro della sponsorizzazione da parte della Caisse d'Epargne, nell'agosto 2010 ha lasciato il team di Eusebio Unzué e nel biennio 2011-2012 ha vestito la maglia della Saur-Sojasun, formazione Professional Continental.. Alla fine della stagione 2012 ha abbandonato l'attività agonistica.
Il 24 novembre 2013 muore all'ospedale di Amiens all'età di 33 anni in seguito ad un incidente automobilistico occorsogli ad Allonne, nel dipartimento dell'Oise, mentre era in auto con altri due ciclisti professionisti, Sébastien Minard e Guillaume Levarlet, rimasti illesi, quest'ultimo il 7 novembre 2014 viene condannato a 12 mesi di reclusione per omicidio involontario e guida in stato di ebbrezza.

## Palmarès
- 2003 (Cofidis, una vittoria)

Tallinn-Tartu Grand Prix
- 2006 (Cofidis, una vittoria)

Classic Haribo

## Piazzamenti

### Grandi Giri
- Tour de France

2006: 129º
2008: 115º
2009: 115º
2011: 148º
- Vuelta a España

2004: ritirato
2005: 112º

### Classiche monumento
- Milano-Sanremo

2007: 49º
2009: 114º
2010: ritirato
- Giro delle Fiandre

2007: 29º
2009: 115º
2010: ritirato
- Parigi-Roubaix

2005: 10º
2009: 66º
2010: 12º